# Beinhaus (Plouarzel)

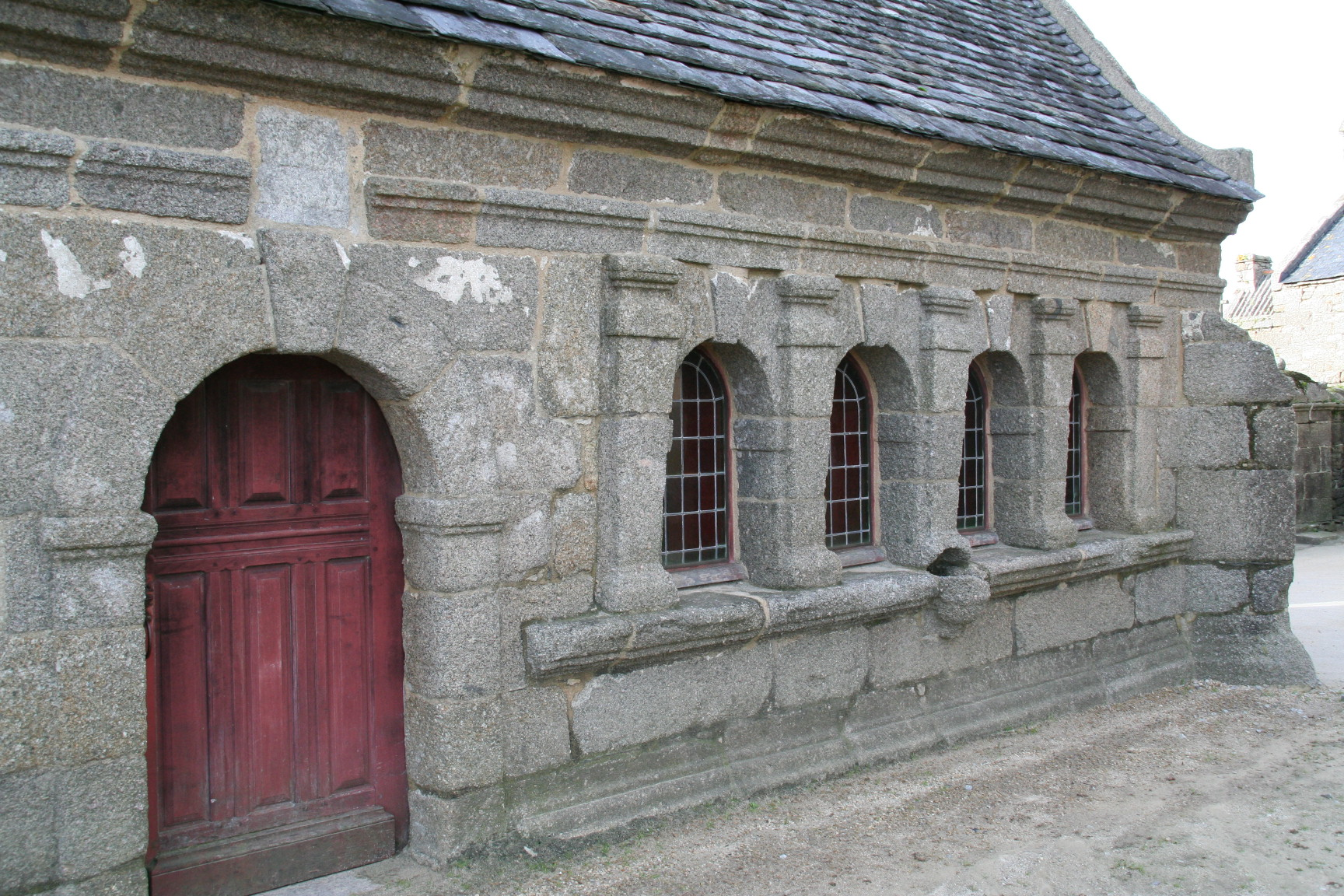
Beinhaus in Plouarzel

Das Beinhaus in Plouarzel, einer französischen Gemeinde im Département Finistère in der Region Bretagne, wurde 1696  errichtet. Im Jahr 1928 wurde das Beinhaus im Umfriedeten Pfarrbezirk als Monument historique in die Liste der Baudenkmäler in Frankreich aufgenommen.
Das rechteckige Gebäude aus heimischem Granit mit einer Länge von 14 Metern und einer Breite von sechs Metern besitzt an der Südseite ein schmuckloses Rundbogenportal und vier Rundbogenfenster rechts des Eingangs. In der Mitte der Fenster ist ein Weihwasserbecken in die Fassade integriert. Das Satteldach ist mit rechteckigen Steinplatten gedeckt und wird von einem Dachreiter bekrönt. 
Der linke Teil des Gebäudes mit zwei rechteckigen Fenstern wurde als Friedhofskapelle genutzt.